# 阪本久瑠実
阪本 久瑠実（さかもと くるみ、12月20日 - ）は、日本の女性声優。大阪府出身。青二プロダクション所属。

## 略歴
声優になろうと思ったきっかけは『銀魂』の土方十四郎と『ONE PIECE』のロロノア・ゾロが同じ声優でありながら全然違うことにすごいと思ったことから。声優業を調べ、活躍の場の多さに惹かれたという。
青二塾大阪校34期出身。

## 人物
資格・免許は歯科衛生士免許、けん玉道5級、普通自動車免許。
趣味はお笑い鑑賞、歌唱。特技は水泳、カラスの鳴き真似、立ちブリッジから起き上がり、スキー。方言は大阪弁。

## 出演
太字はメインキャラクター。

### テレビアニメ
2019年
- ゲゲゲの鬼太郎（2019年 - 2020年、女性警官、貴婦人、女子中学生、主婦、少年）
- 名探偵コナン（バニーガール）

2021年
- デジモンゴーストゲーム（2021年 - 2023年、店長、母、店主、ガジモン、参列者）

2022年
- ドラ馬チック脳内（スズメB・母、彼女）
- ONE PIECE（2022年 - 2025年、遊女、町民、子ども、アナウンス音声）
- ちびまる子ちゃん（2022年 - 2024年、男子1、店員A）
- 僕とロボコ（生徒3）

2023年
- デュエル・マスターズ WIN 決闘学園編（2023年 - 2024年、チアガールC、忍瞬の聖沌 53nju、聖カオスマントラ、チア妖精A、堕カオスマントラ）
- 婚約破棄された令嬢を拾った俺が、イケナイことを教え込む（子供）

2024年
- 未来の黒幕系悪役令嬢モリアーティーの異世界完全犯罪白書（ポーグレット＝ホエイ＝コション）
- 狼と香辛料 MERCHANT MEETS THE WISE WOLF（村人）
- 来世は他人がいい（女客）

### Webアニメ
- バキ（2020年、観客）

### ゲーム
2019年
- ゴッドイーター3（バランのAGE）
- ラストピリオド -終わりなき螺旋の物語-（ベルダ）
- 新サクラ大戦
- けものフレンズ3（ハシブトガラス）
- 夢冒険（フニール）

2021年
- 真・三國無双8 Empires（妖艶な女性〈若年〉）
- D_CIDE TRAUMEREI（アツシ）
- ソロモンプログラム（俊星ヘルメ、球星スパル団エプタ）

2022年
- 逆転オセロニア（シアン）

2023年
- 龍が如く7外伝 名を消した男

2025年
- 龍が如く8外伝 Pirates in Hawaii

### ドラマCD
- 九彩エンドコンテンツ Positive:Encount（コンビニ店員）

### 吹き替え

#### 映画
- キスから始まるものがたり2

#### ドラマ
- SUPERGIRL/スーパーガール シーズン5（ラジオ女性）

#### テレビ番組
- プロジェクト・ランウェイ シーズン19（レイシー）

#### アニメ
- キッド・コズミック（ジョー）

### ボイスオーバー
- 月曜から夜ふかし
- 世界一受けたい授業
- 7つの海を楽しもう!世界さまぁ〜リゾート

### ボイスコミック
- こっちむいて!みい子（佐藤ケンタ）

### オーディオブック
- きいろいゾウ（洋子）
- 銀河鉄道の夜（朗読）
- ライオンのおやつ（夏子）

### ラジオ
- 浅野真澄×山田真哉の週刊マネーランド（生徒）[1]

### ラジオドラマ
- 青山二丁目劇場 火星、終わりの始まり（ユリコ・ガーリィ・ヘンクマン）

### その他コンテンツ
- プロサッカークラブをつくろう!ロード・トゥ・ワールド 全国サカつく 秘書オーディション 秘書リーグ!!（関西エリア代表）